# Papilio multicaudatus
Espèce
Papilio multicaudatus ou Papilio multicaudata ou Machaon à deux queues est une espèce d'insectes lépidoptères qui appartient à la famille des Papilionidae, à la sous-famille des Papilioninae et au genre Papilio. Il vit en Amérique du Nord.

## Dénomination
Il a été nommé Papilio multicaudatus par Kirby en 1884.

### Noms vernaculaires
Papilio multicaudatus se nomme Two-tailed Tiger Swallowtail en anglais.

### Sous-espèces
- Papilio multicaudata multicaudata
- Papilio multicaudata pusillus Austin et Emmel, 1998; dans le Nevada.
- Papilio multicaudata grandiosus Austin et Emmel, 1998; au Mexique[1].

## Description
Papilio multicaudatus est un grand papillon (son envergure varie de 90 à 127 mm), de forme vaguement triangulaire, de couleur jaune vif à jaune pâle rayé d'étroites bandes noir qui  possède deux queues à chaque aile postérieure, une de taille moyenne et une plus longue. 
L'ornementation consiste en des rayures noires étroites et incomplètes et une large bordure noire marquée d'une ligne de points jaune pâle et aux postérieures de taches bleues et d'une marque anale orange.

### Chenille et chrysalide
Les chenilles de couleur vert pomme à orange possèdent derrière la tête deux ocelles en forme d’œil pour effrayer les prédateurs.

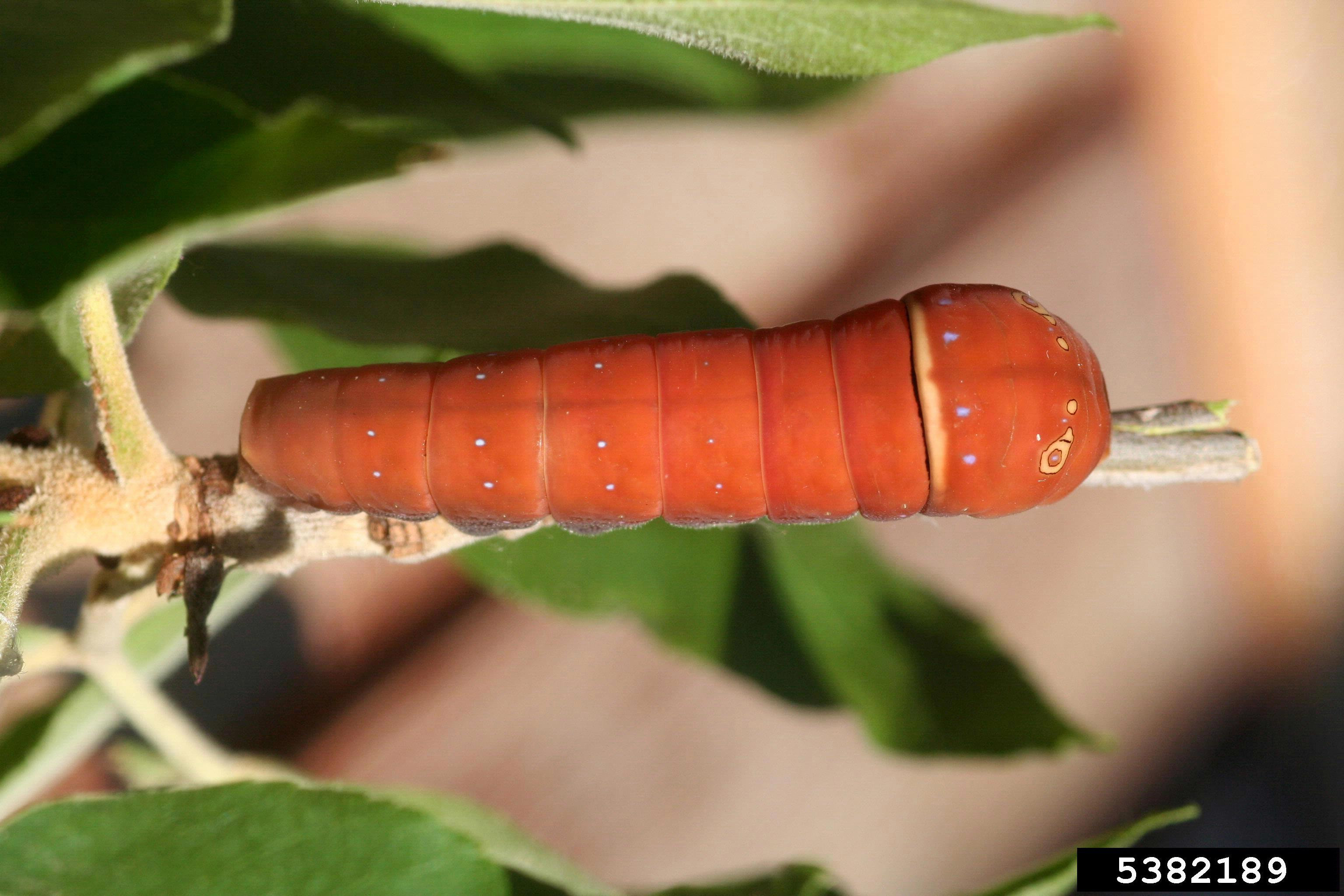
Chenille de Papilio multicaudatus

## Biologie

### Période de vol et hivernation
Les imagos volent généralement en une génération en mai juin, mais une seconde génération existe quand les conditions climatiques le permettent.
Il hiverne à l’état de chrysalide. 

### Plantes hôtes
Les plantes hôtes de sa chenille sont principalement des Prunus, Prunus virginiana, Prunus americana, Prunus emarginata, Prunus cerasus, Prunus capuli, ainsi que  Amelanchier, Vauquelina californica, Fraxinus oregonius, Fraxinus latifolia, Fraxinus anomala, Fraxinus viridis, Fraxinus pennsylvanica var. lanceolata, Ligustrum lucidum, Ligustrum vulgare, Ptelea trifoliata, Ptelea baldwinii, Ptelea crenulata et Platanus racemosa.

## Écologie et distribution
Il réside dans toute la moitié ouest de l'Amérique du Nord depuis le Canada en Colombie-Britannique, Alberta et sud-ouest de la Saskatchewan jusqu'en Californie, au Mexique et au Guatemala,,.

### Biotope
Il réside aussi bien dans les vallées, les canions que dans les parcs et au bord des routes.

### Protection
Pas de statut de protection particulier.